# Blepharodon ampliflorum
Blepharodon ampliflorum är en oleanderväxtart som beskrevs av Fourn.. Blepharodon ampliflorum ingår i släktet Blepharodon och familjen oleanderväxter. Inga underarter finns listade i Catalogue of Life.